# لورنتس فلورنتس فردریش فون‌کرل
لورنتس فلورنتس فردریش فون‌کرل (آلمانی: Lorenz Florenz Friedrich von Crell؛ ۲۱ ژانویهٔ ۱۷۴۴ – ۷ ژوئن ۱۸۱۶) یک شیمی‌دان اهل آلمان بود.